# Big Sandy Creek (Colorado)
Pour les articles homonymes, voir Big Sandy Creek.
La Big Sandy Creek est une rivière des États-Unis coulant sur 340 kilomètres dans le Colorado et affluent de l'Arkansas. Le massacre de Sand Creek s'est déroulé le 29 novembre 1864 sur ses rives, dans l'actuel comté de Kiowa.